# Чарлз Бекмен
Чарлз Бекмен (англ. Charles Beckman; нар. 1 березня 1965) — колишній американський тенісист.
Найвищу одиночну позицію світового рейтингу — 355 місце досяг 25 липня, 1988, парну — 48 місце — 16 липня, 1990 року.
Найвищим досягненням на турнірах Великого шолома було 3 коло в парному та змішаному парному розрядах.

## Фінали Гран-прі за кар'єру

### Парний розряд: 1 (0–1)
| Результат | W/L | Дата     | Турнір           | Покриття | Партнер      | Суперники                   | Рахунок  |
| --------- | --- | -------- | ---------------- | -------- | ------------ | --------------------------- | -------- |
| Поразка   | 0–1 | Сер 1989 | Монреаль, Канада | Тверде   | Шелбі Кеннон | Келле Евернден Тодд Вітскен | 3–6, 3–6 |

## Титули на челленджерах

### Парний розряд: (4)
| Ранг | Рік  | Турнір                                            | Покриття | Партнер            | Суперники                        | Рахунок       |
| ---- | ---- | ------------------------------------------------- | -------- | ------------------ | -------------------------------- | ------------- |
| 1.   | 1988 | Відень, Австрія                                   | Килим    | Марк Башам         | Томас Мустер Міхаель Оберляйтнер | 6–3, 3–6, 6–3 |
| 2.   | 1989 | Ролі (Північна Кароліна), Сполучені Штати Америки | Ґрунт    | Люк Єнсен          | Паул Гаргейс Деніс Ланґаскенс    | 7–5, 6–4      |
| 3.   | 1989 | Ріо-де-Жанейро, Бразилія                          | Тверде   | Шелбі Кеннон       | Дасіу Кампос Луїс Маттар         | 6–3, 6–2      |
| 4.   | 1989 | Бразиліа, Бразилія                                | Тверде   | Жан-Філіпп Флер'ян | Хав'єр Франа Ґуставо Луса        | 4–6, 6–3, 6–0 |